# 방석항
방석항(芳石港)은 경상북도 포항시 북구 송라면 방석리에 있는 어항이다. 1973년 10월 16일 지방어항으로 지정하여 관리하고 있다. 시설관리자는 포항시장이다.

## 어항 연혁
- 어유산(魚遊山)과 천마산(天馬山) 사이에 만수면적(滿水面積) 19.48ha 용곡지(龍谷池 -암곡지(庵谷池), 조선조 중엽에 축조, 해방후 증축)가 있으며 이 물로 이 마을 앞들을 수리안전답(水利安全畓)으로 일구어 두었다. 1914년 방화동(芳花洞)과 독석(獨石) 마을을 합하여 방석(芳石)이라 하였다.

## 어항 구역
본 항의 어항구역은 다음과 같다.
- 수역: 동방파제 기점에서 동측으로 260m 지점에서 남서측으로 460m점과 이점에서 육지와 연결한 선내 공유수면

## 어항 시설
- 동방파제 400m, 남방파제 90m, 물양장 180m, 선양장 20m, 호안 30m

## 개발 계획
- 1996년4월에 본 항에 대한 어항기본계획 및 개발계획이 고시되었다

## 주요 어종
- 방석항은 졸깃졸깃한 돌문어가 유명하며 잡어, 가자미 등의 횟감과 특산물로는 돌김이 생산된다.